# Dunn Center
Dunn Center är en ort i Dunn County i North Dakota. Ortnamnet syftar på ortens centrala läge i countyt. Enligt 2020 års folkräkning hade Dunn Center 227 invånare.